# Mahabad

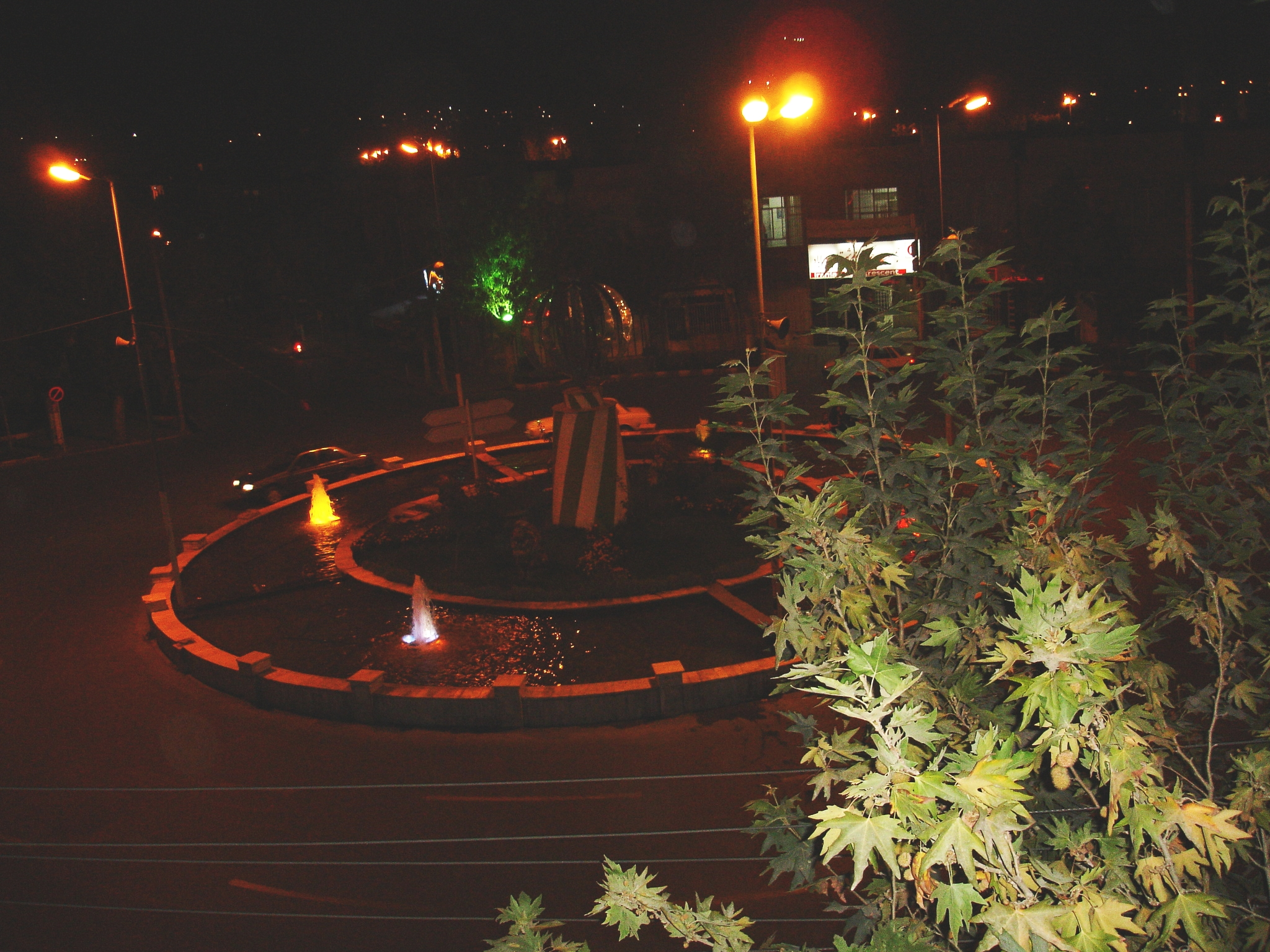
La plaça Chuwarchira, on es va proclamar la república kurda el 1946.

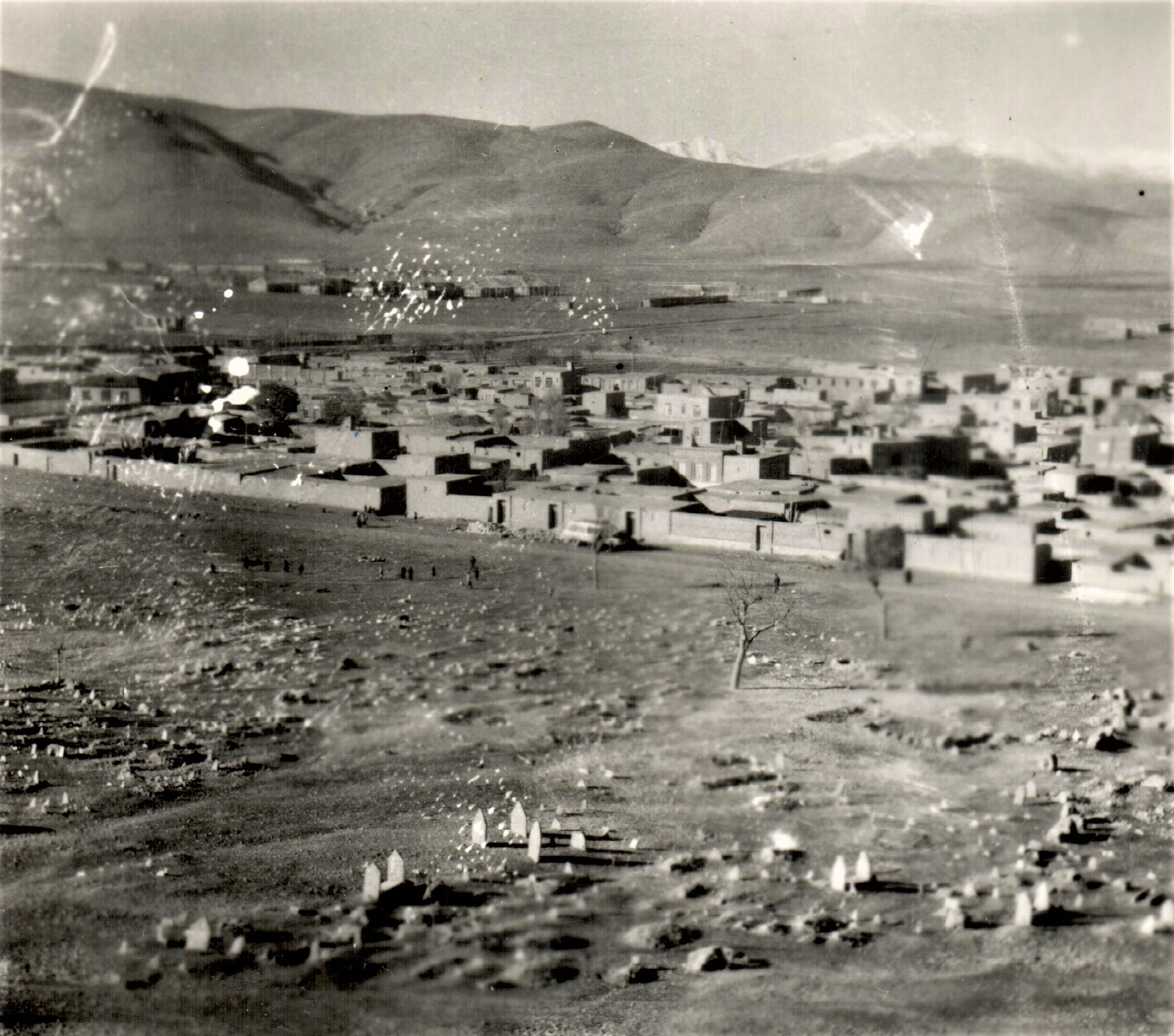
Mahabad (1959)

Mahabad (kurd: مەھاباد, persa: مهاباد) és una ciutat de l'Iran al nord-oest del país, capital d'un comtat de la província de l'Azerbaidjan Occidental. La seva població era de 133.324 habitants al cens del 2006. Està situada al sud del llac Urmia en una vall estreta. Es pensa que el nom podria ser una derivació d'un nom antic hurrita adaptat al persa i voldria dir originalment "Vila de la lluna"; la paraula persa Mah, emparentada també al kurd mang, vol dir Mèdia i el nom doncs equivaldria a Vila de Mèdia. El seu nom turc és Sawadj o Sawadj-bulak (Savoj-bolaq o Sablakh), que vol dir "font d'aigua fresca". La seva regió és agrícola i fèrtil (s'anomena la regió dels Mukris perquè hi viuen els kurds mukris i debokhis) però la ciutat està poc desenvolupada amb relació a altres ciutats. La població és de majoria kurda. Hi te seu la universitat islàmica Azad de Mahabad. Abans de 1935 portava el nom turc que li fou canviat sota Rida Shah.

## Història
La regió de Mahabad era el centre de l'antic regne de Manna que fou generalment vassall d'Urartu a partir del final del segle ix aC i vassall d'Assíria a la part final del segle viii aC. les tradicions locals parlen d'una antiga ciutat al lloc de Mahabad al territori que actualment és la plana de Sharwêran, prop de la moderna ciutat, que hauria existit fins a l'edat mitjana. Llavors fou una petita població sense importància fins que un xeic de la tribu kurda dels mukris la va agafar com a capital dels seus dominis.
El xeic mukri Sarim ibn Sayf va derrotar el safàvida Ismail Shah (Ismail I) el 1506/1507 i llavors va demanar la investidura dels territoris i una ajuda militar als otomans. La ciutat es va dir llavors Sawdj-bulak. Els successors de Sarim van jugar amb els dos poders, otomans i safàvides, en el seu benefici i van obtenir suport de Tahmasp I o de Solimà el Magnífic segons les circumstàncies. Un besnet de Samir, Amira Beg II, al final del segle xvi, es va sotmetre al sultà Murat II que li va concedir a més de les seves possessions hereditàries el waliyat de Shahrazur i el sandjak de Mossul amb títol de paixà. Al final de la guerra turco-persa de 1578-1590, els otomans van dominar l'Azerbaidjan i van quedar en posició de força i Amira Pasha es va haver de sotmetre a l'autoritat del governador otomà de Tabriz mantenint només l'autoritat sobre els seus dominis hereditaris. A l'inici del segle xvii Abbas el Gran va fer una expedició contra els mukris (1609-1610) amb un episodi anomenat la Kala de Dumdum (un lloc al riu Kasimlu al sud d'Urmiya), on els kurds mukrins sota Amir Khan Lepzerin (literalment, Khan de la mà daurada) de Bradist van obtenir una victòria heroica.
A l'inici del segle xix el governador qajar de Maragha Ahmad Khan Mukaddam va prendre mesures contra els mukris i va matar diversos caps. Al final del segle els kurds sunnites de la regió s'enfrontaven als xiïtes de Maragha. Des de 1905 el districte fou controlat progressivament pels otomans de Mehmed Fadil Pasha fins que el 1914 es va restablir l'antiga frontera com a resultat de la delimitació d'una comissió russo-britànica que va acabar la tasca poc abans d'esclatar la I Guerra Mundial. Durant aquesta fou assassinat el cònsol rus a la ciutat, el coronel A. Iyas, a la vila de Miyandoab, i això va ocasionar forts combats entre russos i otomans. El 1919 va caure en mans de Simko Shikak que la va dominar fins al 1922.
El 1935 fou en gran part destruïda per una inundació, i reconstruïda tot seguit, però el nom fou canviat de Sawdj-bulak a Mahabad. El 1945 tenia 16.000 habitants. En la II Guerra Mundial la regió de Mahabad va quedar fora de la zona d'ocupació soviètica i de la zona d'ocupació britànica.
El setembre de 1945, Qazi Muhammad i altres líders kurds principalment de Mahabad van visitar Tabriz (l'Azerbaidjan iranià estava dins la zona d'ocupació soviètica) per buscar el suport del cònsol soviètic per fundar una nova república, i foren redirigits a Bakú, capital de la República Socialista Soviètica de l'Azerbaidjan. Allà, s'assabentaven que el Partit Democràtic de l'Azerbaidjan (iranià) estava planejant prendre el control de l'Azerbaidjan Iranià. Els comunistes àzeris van donar suport a la creació d'una entitat autònoma kurda dins l'Azerbaidjan. El 10 de desembre, el Partit Democràtic dirigit per Jafar Pishavari agafava el complet control de la província de l'Azerbaidjan Oriental i expulsava a les forces iranianes, formant el govern popular de l'Azerbaidjan. Qazi Muhammad decidia fer el mateix, i el 15 de desembre es formava el govern popular kurd. El 22 de gener de 1946 Qazi Muhammad obtenia el suport soviètic per proclamar un estat kurd fora de l'Azerbaidjan i proclamava la república del Kurdistan a Mahabad. El seu exèrcit el formaven essencial 12.000 tribals sota els seus caps tradicionals, i 1200 homes reclutats a Mahabad i rodalia; entre els contingents tribals el principal (també uns 1200) era el del xeic Mustafà Barzani que poc abans s'havia hagut de retirar de l'Iraq. La república pretenia incloure totes les zones kurdes al llarg de la frontera de l'Iraq i de Turquia fins a arribar al sud de la Unió Soviètica, tenint a l'est l'Azerbaidjan iranià autònom, i arribant al sud fins a Sanandaj, però a la pràctica només arribava al sud fins a Sakiz i Baneh, i més al sud la regió amb centre a Sanandaj, que havia estat sota control britànic, estava en mans de les tropes governamentals iranianes. Els kurds van planejar ocupar Sanandaj (juny) però els soviètics ho van desaconsellar i finalment no es va fer. El russos havien pactat la retirada de l'Iran, sota pressió internacional (març, i efectiu el maig) i el govern iranià no va atendre llavors les peticions d'autonomia regional dels àzeris i kurds. El 5 de desembre de 1946 el consell de guerra kurd li deia a Qazi Muhammad que lluitarien i resistirien a l'exèrcit iranià si aquest intentava entrar a la regió. L'11 de desembre els iranians van ocupar Tabriz. El 15 de desembre, les forces iranianes atacaven i ocupaven Mahabad que es va rendir. Una vegada allà, tancaven la impremta kurda, prohibien a l'ensenyament de la llengua kurda, i cremaven tots els llibres kurds que van trobar. Finalment, el 31 de març de 1947, Qazi Muhammad, el seu germà i el seu cosí, foren penjats a Mahabad sota càrrec de traïció. Els contingents tribals barzanis manats per Mustafà Barzani van passar a Narzan (Iraq) després a territori turc per entrar altre cop a la república de Mahabad a la zona a l'oest del llac Urmia on els perses encara no havien consolidat el seu control, derrotant els intents iranians d'aturar la seva marxa, arribant finalment, al cap de cinc setmanes, a la Unió Soviètica on Barzani va restar 11 anys fin poder tornar a l'Iraq (després del cop d'estat del juliol de 1958).
Els iranians van tenir un contingent militar a Mahabad, considerada zona hostil, fins al 1970. Els caps tribals van rebre subvencions per mantenir la lleialtat. La reforma agrària que es va fer en altres regions des de 1963 es va retardar a Mahabad fins al 1970; quan es va fer no va anar acompanyat de cap programa agrícola i va reduir el poder econòmic dels caps tribals i, per tant, la seva influència política. Fins al 1970 els carrers de Mahabad no foren pavimentats i l'aigua i la llum es van generalitzar a les cases; també es van fer algunes carreteres. El 1974 els kurds de l'Iraq van rebre el suport dels iranians i Mahabad va esdevenir la seva zona de repòs; els seus carrers estaven plens de peshmergues. També hi van arribar milers de refugiats civils. Això es va acabar després dels acords d'Alger de 1975. Iran però va seguir acollint als refugiats (uns 100.000 a sumar als 350000 que ja hi eren, dels quals uns 28000 eren a Mahabad). La família Barzani es va establir a la ciutat. A final d'any els refugiats civils havien retornat a l'Iraq i els 30.000 que no ho podien fer sense greu risc foren evacuats de les zones properes a la frontera cap altres parts del país. Mustafà Barzani va anar a Teheran i després als Estats Units on va morir el 1979.
El 1978 va esclatar la revolució islàmica. Mahabad estava unànimement contra el xa, però després de la caiguda d'aquest els kurds exigien autonomia (1979) i els Guardians de la Revolució, sota ordes del govern, s'hi van enfrontar. Les lluites més sagnants es van produir a Sanandaj. Mahabad fou ocupada per les forces del govern el 3 de setembre de 1979 però retornada als kurds en el marc d'una treva pactada. El 1980 els iranians van haver d'anar al front iraquià i fins al 1984 no van tenir unitats lliures per controlar efectivament la zona kurda. Des de llavors la repressió ha estat la norma. El 2005 fou teatre de manifestacions en protesta per la mort de Shivan Ghaderi, considerat un delinqüent pel govern però un nacionalista kurd pels manifestants. Les manifestacions es van estendre a altres ciutats (Sanandaj o Sinne, Sardasht, Piranshahr, Oshnavieh, Baneh, Bokan i Sakiz) i entre juliol i agost haurien mort en total 17 persones.